# Janaguba
Janaguba (Himatanthus drasticus (Mart.) Plumel; Himanthus obovata Wood), também conhecida como janaúna e janaúba, já classificada como Plumeria drastica, é uma apocinácea alta com folhas largas tipo latifólios coriáceos e flores em corimbos, ou seja, uma inflorescência indeterminada, em que as flores saem de pontos diferentes da mesma haste ou eixo, mas terminam na mesma altura porque seus pedicelos são de tamanhos diversos.  
É uma espécie arbórea que cresce até 7 metros de altura, com folhagem densa nas extremidades dos ramos. Sua distribuição geográfica vai desde a Região Sudeste do Brasil até a Guiana Francesa, Suriname e Guiana. No Brasil, ocorre nos estados de Minas Gerais, Bahia, Sergipe, Alagoas, Pernambuco, Rio Grande do Norte, Ceará, Paraíba, Piauí, Maranhão, Pará e Roraima.
Entre seus outros nomes populares, distinguem-se, ainda, pau-santo, jaraúba, tiborno, iborna-dos-sertanejos, tiborna, raivosa e jasmim-manga em Minas Gerais e Bahia, janaguba no Ceará, pau-de-leite no Piauí, joanaguba no Rio Grande do Norte e sucuuba na Amazônia. A diversidade de ambientes pode mascarar variedades e mesmo diferentes espécies, tal como identificam alguns autores.

## Etimologia
"Janaúba" é um termo proveniente da língua geral meridional.

## Usos
Segundo Menezes (o.c.), seu látex é tóxico em grandes doses e usado nas moléstias do fígado. É purgativo e febrífugo. Fornece matéria corante. Sua madeira é útil na carpintaria.
É comum, no Nordeste do Brasil, a utilização do látex diluído como medicamento, comercializado com o nome de "Leite de Janaúba". A obtenção desse preparado é feita retirando-se um pedaço de 10 por 30 centímetros de casca do tronco, e aparando-se o látex com auxílio de uma colher com água. Vai-se colocando em uma garrafa de um litro até que a mistura látex e água resulte em uma sedimentação esbranquiçada com cerca de 1/4 a 1/3 da garrafa, com um sobrenadante róseo. A mistura deve ser mantida em ambiente bem frio. Há falsificadores que vendem leite de mangabeira (Hancornia speciosa Gomes) como sendo "leite de janaúba". 
A Himatanthus drasticus, conhecida popularmente como janaguba, tem uma longa história de emprego na cura do câncer na Região Nordeste do Brasil, porém quase sem registro na literatura científica. Recente investigação da atividade antitumoral do extrato bruto metanólico das folhas de Himatanthus drasticus frente ao modelo experimental Sarcoma 180 confirmou sua atividade antineoplásica. O extrato testado apresentou inibição tumoral significativa em relação ao grupo-controle nas doses de 300 miligramas por quilograma e 400 miligramas por quilograma de peso do animal com um percentual de inibição de 67,7% e 68% respectivamente. Na menor dose analisada, 200 miligramas por quilograma, o percentual de inibição tumoral foi apenas de 32,8%. A avaliação de sua toxicidade aguda revelou baixa toxicidade nas doses testadas (50, 300 e 2 000 miligramas por quilograma) por via oral. A análise histopatológica apresentou alterações em nível hepático, pulmonar, baço e renal.